# Jean-Jacques Nattiez
Jean-Jacques Nattiez (Amiens, Francia, 30 de diciembre de 1945) es un semiólogo musical y profesor de Musicología en la Universidad de Montreal.

## Biografía
Jean-Jacques Nattiez nació el 30 de diciembre de 1945 en Amiens y se naturalizado canadiense en 1975. Estudió música en el Conservatorio de Amiens. Se formó en semiología con Georges Mounin y Jean Molino. Sus estudios de posgrado se centraron en literatura y lingüística primero de Aix-en-Provence y luego en París donde cursó el doctorado con Nicolas Ruwet y escribió su tesis sobre semiología musical. En 1970 Nattiez se convirtió en profesor en la Universidad de Montreal, primero en los departamentos de Lingüística y Estudios Franceses, y después en la Facultad de Música, donde comenzó a enseñar Musicología en 1972.
Es un famoso especialista en los escritos del compositor y director de orquesta Pierre Boulez. Autor de estudios sobre el pensamiento musical de Pierre Boulez, ha publicado varios volúmenes de sus escritos, entre ellos una edición de su correspondencia con John Cage.
Como etnomusicólogo ha publicado varios discos dedicados a la música de los Inuit de Canadá, los Ainu de Japón y los Baganda de Uganda.

## Premios y reconocimientos
A lo largo de su carrera ha recibido múltiples reconocimientos:
- 1988 - Miembro de la Société royale du Canada
- 1988 - Dent Medal de la Royal Musical Association
- 1988 - Premio Killam otorgado por el Canada Council for the Arts[3]
- 1989 - Premio André-Laurendeau de Humanidades otorgado por la Asociación Francesa de Canadá para el Avance de la Ciencia
- 1989 - Medalla Dent de la Real Asociación Musical en Londres
- 1990 - Miembro de la Orden de Canadá.
- 1990 - Premio Diego Fabbri para el mejor libro sobre la música
- 1990 - Premio Molson otorgado por el Canada Council[3]
- 1994 - Premio Léon-Gérin para las ciencias sociales otorgado por el Gobierno de Quebec[3]
- 1996 - Premio Fumio Koizumi por Etnomusicología, Tokio, Japón
- 1997 - Premio Humboldt otorgado por la Fundación Alexander von Humboldt
- 1997 - Premio de Quebec en París
- 1997 - Premio Opus
- 1998 - Premio Koizumi Fumio por su trabajo en la Etnomusicología
- 1998 - Premio Louis-Hemon de la Academia de Languedoc
- 1999 - Premio Opus
- 2001 - Caballero de la Orden Nacional de Quebec.[1][3]
- 2001 - Premio Opus, Personalidad del Año
- 2004 - Precio Izaak Walton Killam
- 2011 - Fue ascendido a Oficial de la Orden de Canadá "por sus contribuciones al desarrollo de la musicología como investigador, profesor y especialista de la semiótica de la música."[4]

## Publicaciones selectas
- Fondements d'une sémiologie de la musique. Union générale d'éditions, 1975.
- Tetralogies. Wagner, Boulez, Chereau: essai sur l'infidelité. Christian Bourgois, 1983.
- Proust Musicien. Christian Bourgois, 1984. (Google libros)
- Musicologie générale et sémiologue. Christian Bourgois, 1987. (Google libros)
- De la sémiologie à la musique. 1987; Univ. du Québec à Montréal, 1988.
- Wagner androgyne. Christian Bourgois, 1990.
- Le combat de Chronos et d’Orphée. Christian Bourgois, 1993. (Google libros)
- La musique, la recherche et la vie. Leméac, 1999.
- Musiques, une encyclopédie pour le XXIème siècle. Actes Sud, 2003. ISBN 978-2742742042
- La musique, les images et les mots. Fides, 2010. ISBN 978-2762130188